# エルンスト・ボギスラフ・フォン・クロイ
エルンスト・ボギスラフ・フォン・クロイ（ドイツ語：Ernst Bogislaw von Croÿ, 1620年8月26日 - 1684年2月6日）またはエルネスト・ボジスロー・ド・クロイ（フランス語：Ernest Bogislaw de Croÿ）は、カミエン監督、ヒンターポンメルン総督、プロイセン公国の総督。最後のポメラニア公ボギスラフ14世の甥として、1637年に断絶したグリフ家の私領の継承者となった。

## 生涯
エルンスト・ボギスラフは、クロイ公エルンスト（1588年 - 1620年）とポメラニア公ボギスラフ13世の娘アンナ（1590年 - 1660年）の息子である。クロイ家はカトリック教徒であったが、母アンナの兄弟は結婚契約でアンナの子孫をプロテスタントで育てることを定めていた。誕生から数週間後、皇帝フェルディナント2世に仕えていた父エルンストが病にかかり、1620年10月7日にオッペンハイム郊外の野営地で亡くなった。母アンナは、自身の持つ権利を争う夫の親族から逃れるため、1622年に息子とともにシュチェチンのポメラニア宮廷に戻った。
1634年よりエルンスト・ボギスラフはグライフスヴァルト大学で学んだ。大学で1634/5年に牧師に任命された。伯父ボギスラフ14世はエルンスト・ボギスラフにノボガルトとマッソーの領主権を与えた。1637年から1650年まで、エルンスト・ボギスラフはカミエン監督をつとめた。ヴェストファーレン条約により、カミエン教区はブランデンブルクに与えられた。1650年に和平が成立し、エルンスト・ボギスラフは教区に対する権利を放棄した。その見返りに、エルンスト・ボギスラフは多額のお金と母親のポメラニアの領地の権利を受け取った。1661年、1650年の和平に従って、ククウォボ大聖堂の教区長の職に就いた。エルンスト・ボギスラフはブランデンブルクに仕え、1665年から1678年までヒンターポンメルン総督を務め、ボグスワフ・ラジヴィウの死後は1684年に亡くなるまでプロイセン公国の総督を務めた。
死の直前に作成された遺言では、スウェーデンの同意を得て、ボギスラフ14世の印章指輪、エルンスト・ルートヴィヒの大きな金の鎖、クロイの絨毯などを資金や本とともにグライフスヴァルト大学に遺贈した。死後、エルンスト・ボギスラフは聖ヒヤシンス教会の母親の隣に埋葬された。
エルンスト・ボギスラフは歴史学において、博学で名誉ある人物とされているが、一方で用心深く臆病な人物といわれている。

## 子女
エルンスト・ボギスラフは結婚していなかった。しかし、平民のドロテア・レヴィンとの間にエルンストという庶子がいた。エルンストはブランデンブルク選帝侯フリードリヒ・ヴィルヘルムにより嫡出と認められ、1670年3月30日にエルンスト・フォン・クロイェングライフの名でブランデンブルク選帝侯に仕えた。エルンスト・フォン・クロイェングリフは、ニーダーポンメルンのシュトルプのシュモルシン近くにいくつかの地所を所有していた。1678年にイタリア旅行中にロレートの巡礼地を何気なく訪れた後、エルンストは深い感銘を受け、ローマでカトリックに改宗した。1679年、エルンストはカトリックの司祭になるために、修練生として小正規聖職者会（イタリア語：Chierici Regolari Mineri、ラテン語：Clerici Regulares minores、カラッチオラ会とも呼ばれる）に入会した（古い文献とは違い、イエズス会には入会しなかった）。エルンストは最終的に司祭に叙階された。改宗のため、エルンストは1681年に相続を放棄した。エルンストは子孫を残さず、エルンストのために創設されたクロイェングライフ家の唯一の成員として1700年にローマで亡くなった。